# 王開
王開（1539年—？），字維泰，號陽谿，直隸保定府清苑縣人，民籍，明朝政治人物。

## 生平
嘉靖三十四年（1555年）乙卯科順天府鄉試第五十名，萬曆二年（1574年）甲戌科會試第一百八十三名，登三甲第八十名進士。八年任陕西華州知州，官至知府。

## 家族
曾祖王浩，曾任壽官；祖父王恩，曾任知縣 累贈中憲大夫都察院右僉都御史；父王德純，曾任縣丞 贈承德郎刑部主事。母孫氏（贈安人）。永感下。兄王闉（府同知）、王閥（贡士）、王闐（知府）。弟王闕、王閔。